# Плугатарь (Луганская область)
Плугатарь (укр. Плугатарь) — село, относится к Беловодскому району Луганской области Украины.

## Местный совет
92806, Луганська обл., Біловодський р-н, с. Плугатар, вул. Комарова, 1  (укр.)